# 이노우에 세이게쓰

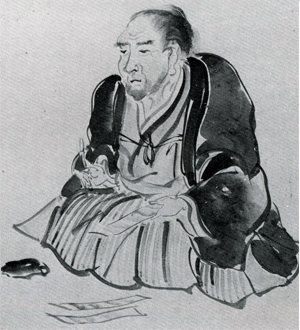
하시즈메 타마사이가 그린 세이게쓰 초상.

이노우에 세이게쓰(일본어: 井上 井月, 1822년? - 1887년 3월 10일〈메이지 20년 음력 2월 16일〉)는 19세기 일본의 하이쿠 시인이다. 별호는 야나기노이에 세이게쓰(柳の家井月), 북월어인(北越漁人). 신슈(오늘날의 나가노현) 이나다니를 중심으로 활동하며 방랑생활을 주제로 한 하이쿠를 읊었다.

## 생애
세이게쓰의 출신은 불명이다. 타카토번 가로 오카무라 키쿠소가 전한 바 세이게쓰의 “본명은 이노우에 카츠조(井上克三)이고 나가오카번 출신”이라고 하였지만, 나가오카번의 문서가 현존하지 않기에 그것을 확증할 수 없다. 신세를 진 술집에 남긴 서한에 “이노우에 카츠조”라고 서명한 것이 있다. 또한 세이게쓰의 작품 가운데 イ(이)음과 エ(에)음이 혼동되는 것이 많은데 이것이 에치고 지방 사투리의 특징이기에 에치고국 나가오카번 출신이라는 정황증거로 제시되기도 한다.:14–15
1858년(안세이 5년) 무렵, 이미 30대 후반 장년이었던 세이게쓰가 갑자기 이나다니에 나타났다. 이후 이 땅에서 죽을 때까지 30년간 이나다니 주변으로 방랑생활을 했다. 이나다니에 출현한 30대 이전까지 그의 삶과 행적은 전혀 불명이다. 항설에 따르면 1839년(덴포 10년) 에도에 나타났다가 키사카타에서 아카시까지 유랑했다고 하는데 확실히 알 수 없다. 1852년(가에이 5년) 나가노에서 판행된 요시무라 모쿠가(吉村木鵞)의 어머니의 추도집에 세이게쓰가 발구한 하이쿠가 있다. 또 이듬해 나가노에서 개판된 요시무라 모쿠가가 편찬한 시집 『키세와타(きせ綿)』에 세이게쓰의 하이쿠가 실린 것이 있다. 그래서 늦어도 이 즈음에는 이미 하이쿠 시인으로 활동하고 있었던 것으로 추측된다.

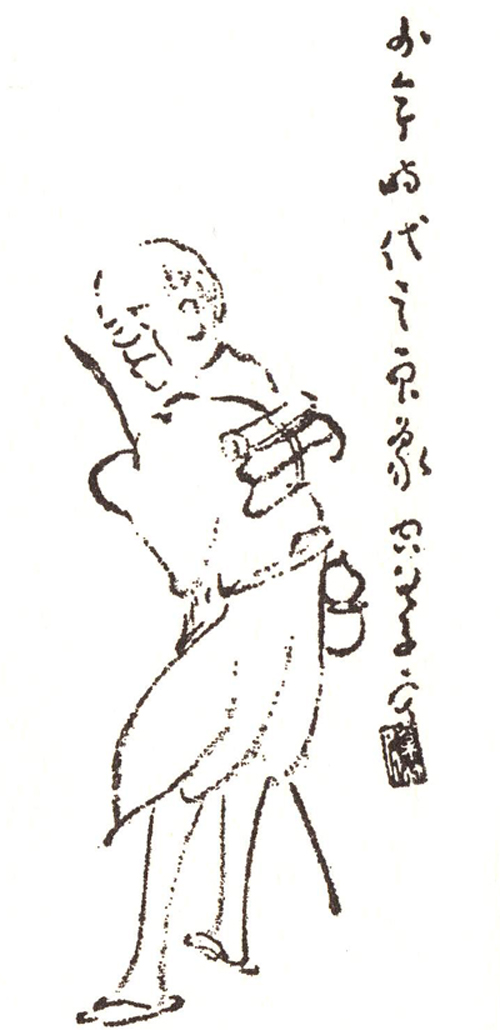
시모지마 이사오가 그린 “빌어먹는 세이게쓰”.

이나다니는 원래 호학(好学)의 기풍이 있고 풍류풍아를 즐기는 경향이 있는 고장이었기에,:26 붓글씨를 잘 쓰고 하이쿠를 잘 짓던 세이게쓰는 문화인으로서 이나다니 사람들에게 환영을 받았다. 이리하여 세이게쓰는 이나다니의 풍류인들에게 하이쿠를 지어 주거나 시문을 휘호하는 대가로 의식주를 빌어먹으며 남신슈(나가노현 남부) 일대를 방랑하며 살았다. 죽을 때까지 그렇게 살다 보니 몸에 온통 이가 꼬였고 만취하면 잠든 채 그대로 오줌을 쌌다. 여성들과 아이들은 불결한 세이게쓰를 “빌어먹는 세이게쓰(乞食井月)”라 부르며 기피했지만 하이쿠를 취미로 하는 부유층 남성들은 세이게쓰를 우대하였고 개중에는 제자로서 세이게쓰에게 사사받는 이도 있었다.
1863년(분큐 3년) 음력 5월, 타카토번 가로 오카무라 키쿠소와 면회하여 하이쿠집 『에치고 사자(越後獅子)』의 서문을 써 달라고 부탁했다. 『에치고 사자』는 세이게쓰가 교토・에도・오사카를 비롯한 각국 시인들의 하이쿠를 모은 시집이다. 책 제목도 키쿠소가 지어 주었다. 또한 키쿠소가 써 준 서문은 세이게쓰가 나가오카 출신이라고 자칭했음을 기록한 최초의 기록이 된다. 1864년(겐지 원년)에는 젠코지(善光寺) 호쇼인(宝勝院)의 주지승 우메토(梅塘)를 찾아가 100일 정도 머물며 『이에즈토집(家つと集)』을 편집했다.
1869년(메이지 2년), 토미가타촌(오늘날의 이나시)의 히에(日枝)신사에 봉납액을 휘호했다. 이듬해에는 히가시하루치카촌의 고샤(五社)신사, 니시하루치카촌의 지장당(地蔵堂)에 봉납하는 등 신사·사찰의 봉납액에 종종 손을 댔다. 1872년(메이지 5년) 9월에는 이나촌에서 ‘야나기노야 송별서화전람회’가 개최되어 130명이 참가했다. 1874년(메이지 7년)에는 미스즈촌의 화가 하시즈메 타마사이와 구화(句画)를 합작했다. 1876년(메이지 9년) 9월, 이나정의 카라키 키쿠엔(唐木菊園) 밑에서 『키쿠에이 집서(菊詠集序)』를 집필했다.
1879년(메이지 12년) 3월, 가미미노치군(현재의 나가노시 나카조촌)의 쿠보타 세이사이(久保田盛斎) 밑에서 『하이카이 정풍기증(俳諧正風起證)』을 집필했다. 이 무렵 쿠보타에게 보낸 서한을 보면 초암을 세우고 정착하려고 시도했음이 시사된다. 같은 서한에서 초암을 세우고 이주하기 위해서는 나가오카에서 호적을 가져올 필요가 있다고 하는데, 이것도 세이게쓰가 나가오카 출신이라는 논거가 된다. 그러나 절차상 문제로 인해 정주는 이루어지지 않고 남신슈로 귀환하였다.
1885년(메이지 18년) 가을 무렵 『여파의 수경(余波の水茎)』을 간행했다. 이 책은 세이게쓰가 모은 여러 가문의 하이쿠를 정리해서 세이게쓰의 제자였던 미스즈촌의 시오바라 바이칸(塩原梅関)이 출판한 것이다. 이 책의 발문에서 세이게쓰는 후에 대표구로 평가받는 “떨어진 밤이 / 자리를 정한다면 / 움푹 패인 땅”을 “야나기노이에” 서명과 함께 남겼다. 같은 해, 세이게쓰의 건강을 염려한 시오바라 바이칸이 주선하여 그를 자기 가문에 입적시켜 호적상 이름이 시오바라 세이스케(塩原清助)가 되었다.
1886년(메이지 19년) 12월 말엽, 이나촌에서 길가에 쓰러져 있는 채로 발견된다. 시오바라가에 실려가 간병을 받지만 이듬해 1887년(메이지 20년) 2월 16일 향년 66세로 사망. 1920년(다이쇼 9년), 시오바라가에서 고인의 삼십삼회기 법회를 맞이해 시비를 세웠다.